# Верхне-Сыроватская волость
Верхне-Сыроватская волость — административно-территориальная единица Сумского уезда Харьковской губернии в составе Российской империи. Административный центр — слобода Верхняя Сыроватка.
В состав волости входило 720 дворов в 7-и поселениях 7-и сельских общин:
- слобода Верхняя Сыроватка;
- слобода Тимофеевка;
- слобода Нижняя Сыроватка.

Всего в волости проживало 1775 человек мужского пола и 1805 — женского. Крупнейшие поселения волости по состоянию на 1914 год:
- село Верхняя Сыроватка — 6679 жителей;
- село Глыбна — 1582 жители.

Старшиной волости являлся Федор Карпович Малюк, волостным писарем был Пантелей Никитич Москаленко, председателем волостного суда — Макар Аполлонович Кудрес.